# NGC 322-2
NGC 322-2 (другое обозначение — NGC 322-B PGC 95427) — галактика в созвездии Феникс. Небесный объект находится недалеко от далёкой галактики с номером NGC 322A (PGC 3412).
Объект был обнаружен 5 сентября 1834 года британским астрономом Джоном Фредериком Уильямом Гершелем.
Этот объект входит в число перечисленных в оригинальной редакции «Нового общего каталога».

## Ближайшие объекты NGC / IC
Следующий список содержит десять ближайших объектов NGC / IC.
| Имя       | Расстояние от NGC 322-2 (угловые минуты) | Прямое восхождение | Склонение    | Морфологическая классификация галактик |
| --------- | ---------------------------------------- | ------------------ | ------------ | -------------------------------------- |
| NGC 322-1 | 0,0                                      | 0ч 57м 10,0с       | −43° 43′ 37″ | спиральная галактика                   |
| NGC 319   | 0,12                                     | 0ч 56м 57,6с       | −43° 50′ 19″ | Скрещенная спиральная галактика        |
| IC 1595   | 1,68                                     | 0ч 53м 47,0с       | −45° 11′ 11″ | спиральная галактика                   |
| IC 1603   | 1,68                                     | 0ч 56м 59,7с       | −45° 24′ 46″ | спиральная галактика                   |
| NGC 368   | 1,86                                     | 1ч 4м 21,9с        | −43° 16′ 34″ | Скрещенная спиральная галактика        |
| NGC 324   | 2,77                                     | 0ч 57м 14,6с       | −40° 57′ 34″ | спиральная галактика                   |
| IC 1609   | 3,46                                     | 0ч 59м 46,7с       | −40° 20′ 1″  | спиральная галактика                   |
| IC 1627   | 3,63                                     | 1ч 8м 10,8с        | −46° 5′ 38″  | Скрещенная спиральная галактика        |
| IC 1621   | 3,78                                     | 1ч 6м 22,6с        | −46° 43′ 31″ | эллиптическая галактика                |
| IC 1633   | 3,88                                     | 1ч 9м 55,5с        | −45° 55′ 53″ | эллиптическая галактика                |

## Другие исследования
Исследование NGC 322/2 было проведено несколькими исследователями и поэтому она включена в другие известные коллекции в соответствии с различными критериями разделения.
Так, в Каталоге наиболее важных галактик (PGC) объект обозначен под номером 95427. В атласе глубокого неба, Уранометрия 2000.00, объект принадлежит группе, обозначенной номером 387. В Каталоге основных звёзд (GSC) он сгруппирован под номером 7539.